# Los aires difíciles (película)
Los aires difíciles es una película de 2006 dirigida por Gerardo Herrero y protagonizada por José Luis García Pérez, Carmen Elías, Roberto Enríquez y Cuca Escribano. Rodada en Barbate (Cádiz) y Madrid, está basada en la novela homónima de la escritora Almudena Grandes, y se estrenó en el Festival de Málaga, obteniendo la Biznaga de Oro a la mejor película.

## Argumento
Juan Olmedo y Sara Gómez son dos extraños que huyen de su pasado y se instalan en una urbanización de la costa gaditana. Allí, a cientos de kilómetros de Madrid, intentan rehacer su vida, a pesar de que los recuerdos son todavía muy fuertes: Sara, que lo tuvo todo y luego lo perdió, y Juan, que huye de una tragedia familiar, son los protagonistas de una historia en la que el poniente y el levante soplan con más fuerza que nunca.

## Reparto
- José Luis García Pérez como Juan
- Cuca Escribano como Maribel
- Carme Elías como Sara
- Roberto Enríquez como Damián
- Antonio Dechent como Panrico
- Andrés Gertrúdix como Alfonso
- Pilar Castro como Charo
- Natalia Sánchez como Charo (niña)